# Малягина, Татьяна Константиновна
Татья́на Константи́новна Маля́гина (род. 15 января 1955, Тименское, Пермская область) — советская и российская актриса. Народная артистка России (1999).

## Биография
Родилась в селе Тименском Пермской области. После окончания Свердловского театрального училища в 1976 году работала в Пермском ТЮЗе. В 1977 году принята в труппу Свердловского театра драмы, где стала одной из ведущих актрис.
В 2002 году во время гастролей Свердловской драмы в Санкт-Петербурге получила приглашение от Владимира Словохотова,  художественного руководителя Театра сатиры на Васильевском и с ноября того же года состоит в труппе Театра сатиры на Васильевском.

## Театральные роли
Свердловский академический театр драмы
- 1977 — «Восемь любящих женщин» Р. Тома, режиссёр Вячеслав Анисимов
- 1984 — «Рядовые» А. Дударева — Лида
- 1987 — «Чёрная невеста» Ж. Ануя, режиссёр Вячеслав Анисимов — Жанетта
- 1990 — «Вишнёвый сад» А. Чехова — Варя
- 1993 — «Чайка» А. Чехова — Нина Заречная
- 1994 — «Полонез Огинского» Н. Коляды, режиссёр Николай Коляда — Татьяна
- 1995 — «Канотье» Н. Коляды, режиссёр Николай Коляда
- 1996 — «Нелюдимо наше море… или Корабль дураков» Н. Коляды, режиссёр Николай Коляда
- 1997 — «Поминальная молитва» Г. Горина по произведениям Шолом-Алейхема, режиссёр Владимир Гурфинкель — Цейтл
- 1998 — «Ваша сестра и пленница» Л. Разумовской — Мария Стюарт
- 1998 — «Дядя Ваня» А. Чехова, режиссёр Аркадий Кац — Елена Андреевна
- 1999 — «Ромео и Джульетта» У. Шекспира, режиссёр Николай Коляда — леди Капулетти
- 1999 — «Уйди-уйди» Н. Коляды, режиссёр Николай Коляда

Театр сатиры на Васильевском
- 2003 — «Посетитель» Э.-Э. Шмитта, режиссёр Олег Рыбкин — Анна Фрейд
- 2003 — «Татуированная роза» Т. Уильямса, режиссёр Роман Смирнов — Ассунта
- 2004 — «Аромат уходящего лета» Г. Наума, режиссёр Андрей Астраханцев — Элен
- 2005 — «Мадам де Сад» Ю. Мисимы, режиссёр Владимир Койфман — Баронесса де Симиан
- 2005 — «Сказки женщин», режиссёр Владимир Койфман — Она
- 2008 — «Курс лечения», режиссёр Анджей Бубень — Больная седая женщина
- 2011 — «Самая счастливая», режиссёр Денис Хуснияров — Лидка
- 2012 — «Дядя Ваня» А. Чехова, режиссёр Владимир Туманов — Марина, няня
- 2013 — «Идиот» по роману Ф. Достоевского, режиссёр Владимир Туманов — Нина Александровна
- 2014 — «Чайная церемония», режиссёр Владимир Туманов — Нора
- 2016 — «Гроза» А. Островского, режиссёр Владимир Туманов — Кабаниха
- 2017 — «Горгоны», режиссёр Игорь Селин — Милли
- 2019 — «Мёртвые души» Н. Гоголя, режиссёр Денис Хуснияров — Коробочка; Губернатор
- 2020 — «Как Зоя гусей кормила» С. Баженовой, режиссёр Денис Хуснияров — Зоя
- 2021 — «Августовские киты», режиссёр Денис Хуснияров — Тиша Доути

Белый театр
- 2003 — «Топор», моноспектакль по пьесе Станислава Шуляка, режиссёр Георгий Васильев

«Такой Театр», антреприза
- 2009 — «Каин», режиссёр Александр Баргман[3]

## Фильмография
- 1978 — Синюшкин колодец — бабка Синюшка
- 1979 — Так и будет — Сонечка
- 1992 — Иди и не оглядывайся
- 1993 — Любовь по заказу — Елена Павловна
- 2003 — Менты. Улицы разбитых фонарей — 5
- 2004 — Изгнанник — эпизод
- 2008 — Всё не случайно (Россия, Украина) — гинеколог
- 2008 — Дорожный патруль — мать Котова
- 2011 — Я ему верю (4-я серия)— Галина Сергеевна Мохова
- 2015 — Такая работа (Врачебные тайны; 34-я серия) — свидетель

## Звания и награды
- заслуженная артистка РСФСР (1991);
- «Лучшая женская роль» Свердловского областного конкурса и фестиваля «Браво! — 1994» (1995) — за роль Татьяны в спектакле «Полонез Огинского»;
- народная артистка России (1999)[4];
- приз «за роль второго плана, вышедшую на первый план» на Международном фестивале «Театр без границ» (2001) — за роль леди Капулетти в спектакле «Ромео и Джульетта»[5];
- спецприз на конкурсе монодрам «В кругу семьи» под рук. проф. З. Я. Корогодского (2003) — за моноспектакль «Топор»[источник не указан 830 дней];
- благодарность Губернатора Ленинградской области[1].
- «Лучшая женская роль» на XV Международном театральном фестивале современной драматургии «Коляда-Plays» (2022) — за главную роль в спектакле «Как Зоя гусей кормила»[6].

## Критика
«Как Зоя гусей кормила»

Коварная бабушка, прикидывающаяся больной, чтобы вызвать любовь Вовы, втихаря трескающая борщи и воюющая с Женей, которая хочет «отжать» у нее любимого сына. Всё это актриса Татьяна Малягина играет, существуя в диапазоне между физической немощью и юродством, надрывной деспотичной любовью и одинокой забитостью. Зоя здесь персонаж почти хтонический — она и шаманка, и верующая, и Баба-яга, живущая на границе жизни и смерти, и Кощей Бессмертный.
— Лена Жукова, «Петербургский театральный журнал» 20 октября 2020
Коллега и бывший партнёр по сцене Свердловской драмы Радик Бакиров, помнивший Малягину бесстрашно экспериментирующую при первых режиссёрских шагах Н. Коляды, посетил спектакль на «Коляда-Plays»:

…я не увидел ту Малягину, которую любил все эти годы. Я по-настоящему, испытал культурный шок, которого давно не испытывал. Я увидел большую драматическую актрису, о которой раньше ничего не знал.
<…>Танечеке удалось. Она играет не роль, и даже не судьбу. Она играет Эпоху.
— Радик Бакиров, заслуженный артист РФ, 27 июня 2022